# 約翰遜鎮區 (阿肯色州聖弗朗西斯縣)
約翰遜鎮區（英語：Johnson Township）是位於美國阿肯色州聖弗朗西斯縣的一個行政鎮區。

## 地方資料
約翰遜鎮區的面積為101.56平方千米，當中陸地面積為98.95平方千米，而水域面積為2.61平方千米。根據2010年美國人口普查的數據，當地共有人口2121人，而人口密度為每平方千米20.88人。